# La Torre de Esteban Hambrán
La Torre de Esteban Hambrán település Spanyolországban, Toledo tartományban. La Torre de Esteban Hambrán Casarrubios del Monte, Las Ventas de Retamosa, Santa Cruz del Retamar és Méntrida községekkel határos. Lakosainak száma 1932 fő (2024).

## Népesség
A település népessége az utóbbi években az alábbiak szerint változott:
| Lakosok száma | 1524 | 1627 | 1768 | 1775 | 1820 | 1763 | 1712 | 1637 | 1703 | 1932 |
|               | 2001 | 2004 | 2007 | 2009 | 2012 | 2014 | 2017 | 2019 | 2022 | 2024 |